# Jeff Boulanger
Pour les articles homonymes, voir Boulanger (homonymie).
Jeff Boulanger (né le 7 février 1977 à North Bay, dans la province de l'Ontario au Canada) est un joueur professionnel canadien de hockey sur glace.

## Statistiques
| Saison    | Équipe                          | Ligue  |    | Saison régulière | Saison régulière | Saison régulière | Saison régulière | Saison régulière |   | Séries éliminatoires | Séries éliminatoires | Séries éliminatoires | Séries éliminatoires | Séries éliminatoires |
| Saison    | Équipe                          | Ligue  | PJ | B                | A                | Pts              | Pun              | PJ               | B | A                    | Pts                  | Pun                  |                      |                      |
| 1996-1997 | Canadians de Caledon            | MetJHL | 47 | 46               | 33               | 79               | 172              | -                | - | -                    | -                    | -                    |                      |                      |
| 1997-1998 | River Hawks de l'UMass-Lowell   | HE     | 34 | 12               | 10               | 22               | 48               | -                | - | -                    | -                    | -                    |                      |                      |
| 1998-1999 | River Hawks de l'UMass-Lowell   | HE     | 34 | 14               | 8                | 22               | 48               | -                | - | -                    | -                    | -                    |                      |                      |
| 1999-2000 | River Hawks de l'UMass-Lowell   | HE     | 29 | 3                | 12               | 15               | 51               | -                | - | -                    | -                    | -                    |                      |                      |
| 2000-2001 | River Hawks de l'UMass-Lowell   | HE     | 30 | 5                | 5                | 10               | 70               | -                | - | -                    | -                    | -                    |                      |                      |
| 2001-2002 | Bombers de Dayton               | ECHL   | 53 | 10               | 12               | 22               | 118              | -                | - | -                    | -                    | -                    |                      |                      |
| 2001-2002 | Stingrays de la Caroline du Sud | ECHL   | 16 | 4                | 8                | 12               | 26               | 5                | 1 | 0                    | 1                    | 1                    |                      |                      |
| 2002-2003 | Stingrays de la Caroline du Sud | ECHL   | 55 | 7                | 9                | 16               | 80               | 4                | 1 | 0                    | 1                    | 4                    |                      |                      |
| 2003-2004 | Stingrays de la Caroline du Sud | ECHL   | 69 | 12               | 8                | 20               | 95               | 3                | 0 | 0                    | 0                    | 2                    |                      |                      |
| 2004-2005 | Stingrays de la Caroline du Sud | ECHL   | 35 | 2                | 3                | 5                | 42               | -                | - | -                    | -                    | -                    |                      |                      |